# Zizur Mayor
Zizur Mayor (in castigliano) o Zizur Nagusia (in basco), è un comune spagnolo di 14 373 abitanti situato nella comunità autonoma della Navarra.
Il comune, distante 5 km da Pamplona, venne creato nel 1992 come distaccamento da Cizur.